# دان بلانت
دان بلانت (بالإنجليزية: Dan Plante)‏ هو لاعب هوكي الجليد أمريكي، ولد في 5 أكتوبر 1971 في هايوارد في الولايات المتحدة.

## وصلات خارجية
- دان بلانت على موقع دوري الهوكي الوطني (الإنجليزية)
- دان بلانت على موقع EliteProspects.com (الإنجليزية)
- دان بلانت على موقع HockeyDB.com (الإنجليزية)
- دان بلانت على موقع Hockey-Reference.com (الإنجليزية)